# Sistema de precios
En economía, un sistema de precios es cualquier sistema económico que efectúa su distribución de bienes y servicios al asignar precios a dichos bienes y servicios y empleando cualquier forma de dinero o cheques de débito. Excepto para comunidades primitivas y remotas, todas las sociedades modernas usan sistemas de precios para asignar recursos. Sin embargo, el sistema de precios no es usado para todas las decisiones actuales en las asignaciones de recursos.
Los precios comunican información pertinente a todos los participantes de mercado sobre los bienes o servicios que una persona pueda obtener a cambio de lo que produce, constituyendo el precio real que la gente está dispuesta a pagar. La teoría de precios explica cómo se establecen estos, dado que obedecen a diversos condicionamientos.

## Precio fijo contra sistemas de precio libre
Un sistema de precios relativos  podría ser tanto un sistema de precios fijo donde los precios sean dispuestos por un gobierno, o pueden ser un sistema de precios libre, donde los precios se dejen fluctuar libremente determinados por una desregulada oferta y demanda. O podría ser una combinación de ambos en un sistema de precios mixto.

## Historia
Fundamentalmente, los sistemas de precios giraron en torno al comercio y el dinero. El sistema de precios expresados en dinero es el mecanismo que espontáneamente surgió para coordinar los intercambios cada vez más indirectos entre las personas.
Thorstein Veblen, miembro de la Technical Alliance, escribió un tratado fundamental en el desarrollo del término al discutirlo en su artículo: The Engineers and the Price System (Los ingenieros y el sistema de precios). El capítulo VI, A Memorandum on a Practicable Soviet of Technicians (Memorándum sobre un soviet de técnicos practicable) discutía la posibilidad de una revolución socialista en los Estados Unidos comparable a la que estaba ocurriendo en Rusia (los soviets aún no habían comenzado a formar un Estado en ese momento, la URSS se formó en 1922).
Desde sus comienzos, el sistema de precios está involucrado en el sistema del capitalismo global presente desde principios del siglo XXI. La Unión Soviética y otras naciones socialistas fueron sistemas de precios controlados. Sea el rublo o el dólar el que se use en el sistema económico, el criterio de un sistema de precios es el uso de dinero como árbitro y normalmente es el juez final sobre si algo se hace o no. En otras palabras, pocas cosas se hacen sin una visión de obtener beneficios en un sistema de precios.